# غلاديس ويست
غلاديس ويست (بالإنجليزية: Gladys West)‏ هي رياضياتية أمريكية، ولدت في 1930 في مقاطعة دينويدي في الولايات المتحدة.